# Monte Ejnar Mikkelsens
Il monte Ejnar Mikkelsens (danese: Ejnar Mikkelsens Fjeld) è una montagna della Groenlandia di 3261 m, che ne fanno il 5º monte più alto dell'isola dopo il monte Gunnbjørn, il Dome, il Cone e il monte Forel. Fa parte del comune di Sermersooq.